# Centre médical Kaplan
 (juin 2017).
Si vous disposez d'ouvrages ou d'articles de référence ou si vous connaissez des sites web de qualité traitant du thème abordé ici, merci de compléter l'article en donnant les références utiles à sa vérifiabilité et en les liant à la section « Notes et références ».
Le centre médical Kaplan (en hébreu : מרכז רפואי קפלן ; anglais : Kaplan Medical Center) est un hôpital situé dans le sud de la ville de Rehovot. En 2001, le centre, de 535 lits en mai 2007, a été le dixième plus grand hôpital en Israël. Le centre offre des services médicaux à l'ensemble de la population de la région et les villes de Shephelah Rejovot, Yavné et Guedera. 
L'hôpital a été fondé en 1953 et nommé Eliezer Kaplan, un homme politique sioniste bien connu et ministre des Finances de l'Israël. Le centre médical Kaplan est un hôpital d'enseignement. Le centre est affilié à l'organisation des femmes Hadassa et avec la Faculté de médecine de l'Université hébraïque de Jérusalem. L'hôpital dispose d'un centre Kaplan dans la ville de Guedera appelé centre gériatrique Herzfeld, qui sert principalement comme une maison à l'hôpital gériatrique et de soins infirmiers.

## Départements
Les départements du centre médical Kaplan ont avancé des domaines les plus importants de la médecine et ont un personnel médical reconnu au niveau national. Son personnel médical collabore avec des institutions universitaires et de recherche en Israël (principalement l'Institut Weizmann des sciences et de l'Université hébraïque de Jérusalem) et les organisations en dehors du pays de rester à l'avant-garde la technologie et les normes médicales. Voici quelques-uns des départements de Kaplan Medical Center de l'excellence médicale qui combinent les technologies les plus avancées:
- Département de chirurgie ambulatoire

- Centre de santé de cœur : ce département est basé sur une méthodologie innovante et est l'un des plus avancés et complète Israël. Il est un centre cardiaque avancé qui peut effectuer des interventions chirurgicales à cœur ouvert.

- Laboratoire de cathétérisme : c'est un département qui comprend tous les souses-spécialités de cardiologie non invasive. L'hôpital a effectué le remplacement de la valve aortique, un centre comparable aux centres de cardiologie de pointe dans le monde.

- Un diagnostic et un traitement centre-bord pour les troubles cardio-vasculaires, y compris également l'ensemble du spectre imagerie non invasive.

- Le service d'urgence nouvellement construit et Traumatologie de Ilan Ramon : Israël est considéré comme un centre de premier plan dans le domaine de la médecine d'urgence. Le département a été nommé à la mémoire de feu le colonel Ilan Ramon, le premier astronaute israélien qui est décédé le 16 janvier 2003 avec l'équipage de la navette spatiale Columbia.

- L'Institut de l'éducation et de la recherche et du Centre gériatrique de réadaptation gériatrique Hartzfeld

- Le Département de gynécologie et d'obstétrique

- Le centre d'hématologie et d'oncologie.

- Le centre de méthodologies innovantes pour la recherche et le traitement du cancer, y compris le programme de la moelle osseuse et les cellules souches.

- L'unité de soins intensifs Centre de traitement et de recherche sur le sida Neve Or, est la clinique principale du virus du sida en Israël.

- Le Département de médecine nucléaire et de l'unité Isotope

- L'Institut d'oncologie et de l'unité de tumeur du système digestif

- Le département d'ophtalmologie.

- L'unité de soins pédiatriques fait partie du département du centre médical de pédiatrie Kaplan, reçoit chaque année 55 000 patients de 0 à 16 ans. L'hôpital actuel dispose de 60 lits, l'unité reçoit plus de 6 000 enfants par an.

- L'institut pulmonaire.